# Gymnosoma majae
Gymnosoma majae là một loài ruồi trong họ Tachinidae.